# Райхскомісаріат Нідерланди
Райхскомісаріат Нідерланди (нім. Reichskommissariat Niederlande, нід. Rijkscommissariaat Nederland; Її повна назва була Рейхскомісаріат окупованих нідерландських територій (нім. Reichskommissariat für die besetzten niederländischen Gebiete)) — адміністративно-територіальна одиниця Третього Рейху, що існувала у 1940—1945 на території окупованих німецькими військами Нідерландів.

## Утворення

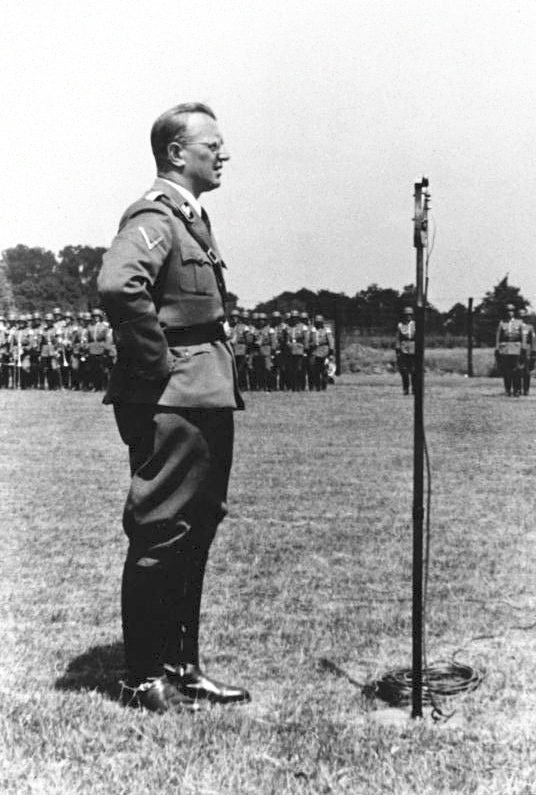
Артур Зейсс-Інкварт у Гаазі

У результаті успішної Голландської операції, проведеної частинами Вермахту, і капітуляції Нідерландів 14 травня 1940 Німеччина встановила повний контроль над нідерландськими територіями. Частина нідерландських політиків на чолі з королевою Вільгельміною втекла до Лондона, де утворила уряд у вигнанні, а німці тим часом розпочали формування окупаційної адміністрації.
20 травня була створена німецька військова адміністрація Нідерландів на чолі з Александером фон Фалькенхаузеном, проте незабаром їй на зміну прийшла цивільна адміністрація, яку очолив Артур Зейсс-Інкварт. За планом Гітлера голландці мали розглядатися як «расово споріднені» люди відносно німців і залучатися до націонал-соціалізму.
29 травня 1940 Артур Зейсс-Інкварт офіційно вступив на посаду райхскомісара Нідерландів.

## Структура
Верховенство в райхскомісаріаті Нідерланди належало райхскомісару Артуру Зейсс-Інкварт. Крім нього, існували чотири генеральні комісари:
- Ганс Фішбок (генеральний комісар фінансів та економіки)
- Ганс Альберт Ройтер (генеральний комісар безпеки)

Генеральні комісари «з особливих справ»:
- Фріц Шмідт (1940—1943)
- Віллі Ріттербуш (1943—1945)
- Фрідріх Віммер (генеральний комісар юстиції)

## Останні роки

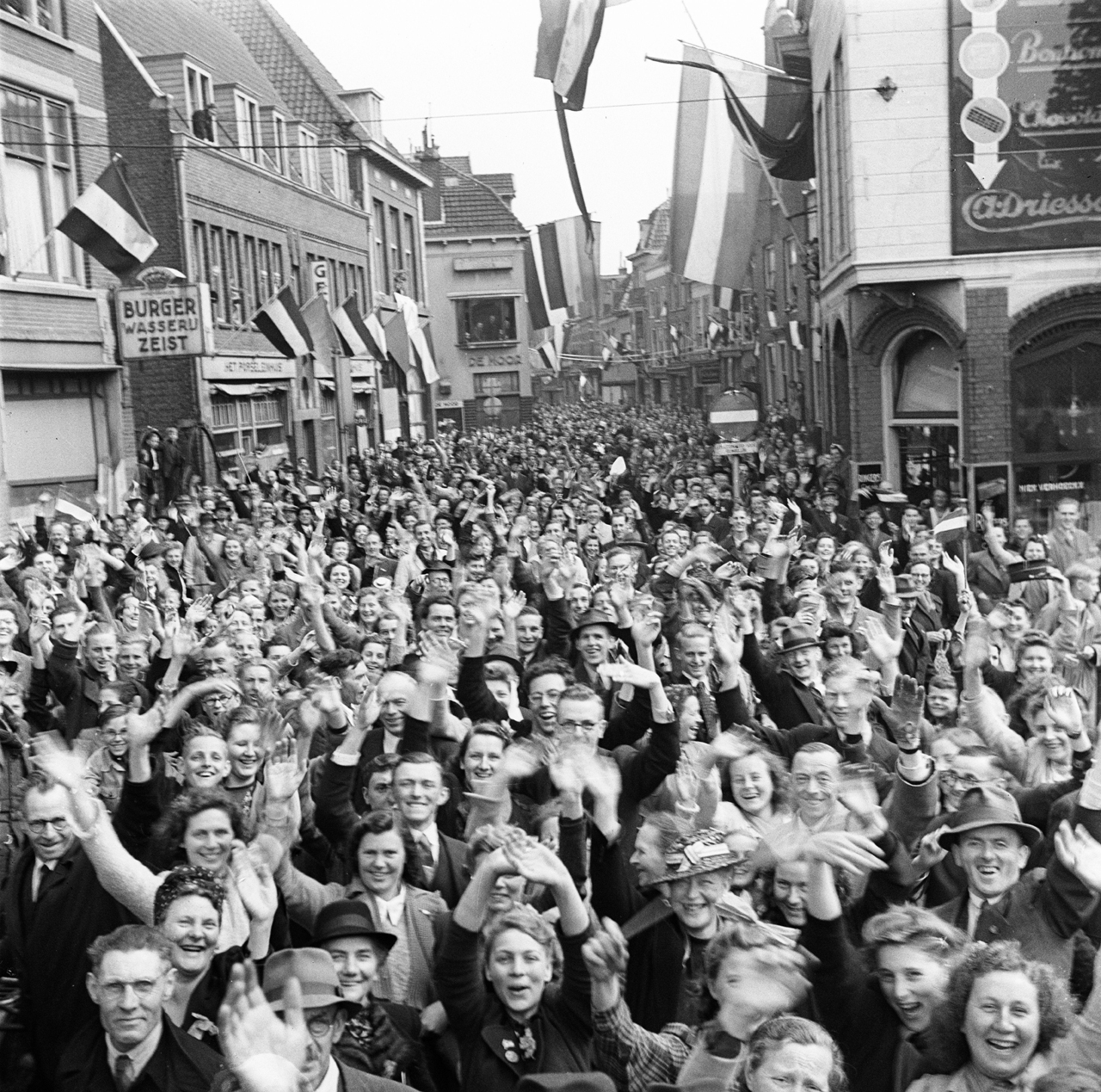
Люди святкують звільнення Амерсфорта 7 травня 1945

Із 1944 територія райхскомісаріату піддавалася безперервним атакам з боку сил країн антигітлерівської коаліції. Перша спроба визволення Нідерландів була зроблена 17 вересня 1944 року, в день початку Операції «Маркет Гарден», в ході якої десантні підрозділи союзних армій висадилися на території Нідерландів, переслідуючи мету з'єднання з союзними танковими частинами в Бельгії і перехоплення стратегічної ініціативи. Однак через погану організацію і успішних дій німецької розвідки операція увінчалася неуспіхом.
Незабаром після цього, на початку 1945, визволення Нідерландів було здійснено канадськими військами, швидко впоравшись з ослабленими німецькими частинами. 9 травня 1945 Німеччина капітулювала, відмовившись від претензій на всі окуповані території, в тому числі, Нідерланди. Райхскомісаріат зазнав ліквідації.